# Metaphycus longipedicella
Metaphycus longipedicella är en stekelart som först beskrevs av Si, Shi och Wang 1994.  Metaphycus longipedicella ingår i släktet Metaphycus och familjen sköldlussteklar. Inga underarter finns listade i Catalogue of Life.